# Ricardo García Mercet
Ricardo García Mercet (Bilbao,  1860-Madrid, 12 de mayo de 1933) fue un farmacéutico y militar español miembro de la Real Academia de las Ciencias Exactas, Físicas y Naturales, y coronel del Cuerpo Militar de Sanidad.

## Biografía
Nació en 1860 en Bilbao. Doctor en Farmacia, fue presidente de la Sociedad Española de Historia Natural, secretario general de la Asociación Española para el Progreso de las Ciencias, miembro correspondiente de la Real Academia de Ciencias y Artes de Barcelona y del Instituto de Coímbra, además de miembro de honor de las Sociedades Entomológicas de Egipto y de Chile e individuo de otras corporaciones científicas. Realizó unos notables trabajos de entomología, en especial acerca de parásitos vegetales y de una obra sobre los encírtidos de la fauna ibérica. Falleció en mayo de 1933 en Madrid.